# Vauxhall Magnum
La Magnum è un'autovettura compact prodotta dalla Vauxhall dal 1973 al 1978

## Storia
Presentata al salone dell'automobile di Londra nell'ottobre del 1973, la Magnum era sostanzialmente una versione della Viva con motore più potente, interni più lussuosi ed equipaggiamento più ricco. Inoltre, a differenza della Viva, la Magnum aveva dei fanali anteriori doppi. La Magnum condivideva le sospensioni ed il gruppo motopropulsore con le versioni più potenti della Viva e della Firenza.
La Magnum aveva installato un motore a quattro cilindri in linea monoalbero da 1.759 cm³ di cilindrata, oppure un propulsore con le stesse caratteristiche, ma da 2.279 cm³ di cilindrata. I modelli con il primo motore avevano un quadro strumenti formato da due quadranti, mentre le vetture con il secondo propulsore citato possedevano un pannello strumenti che comprendeva sette quadranti. La Magnum era disponibile con carrozzeria coupé due porte, berlina due e quattro porte e familiare tre porte, ed era dotata di ruote Rostyle. In seguito, sul motore da 2,3 L il carburatore doppio corpo fu sostituito da un carburatore monocorpo, e quindi la potenza scese di 2 CV a 108 CV, mentre il propulsore da 1,8 L fu potenziato da 77 CV a 88 CV.
Il nome Magnum fu poi dato alla Firenza coupé. Il nome Firenza, da questo momento in poi, venne usato solo per la versione HP.
L'equipaggiamento e le opzioni che erano originariamente disponibili esclusivamente sulla Magnum furono offerti anche sulla Viva, producendo la versione Viva GLS. Ciò fu deciso per tentare di risollevare le vendite di quest'ultima, che erano basse. La differenza principale tra la Viva GLS e la Magnum risiedeva nella motorizzazione. La Viva GLS aveva installato infatti dei motori da 1.256 cm³ e 1759 cm³, con i secondi che erano accoppiati ad un cambio automatico. La Viva fu poi tolta dal mercato nel 1979.
Il nome Magnum fu adottato dal 1975 in Nuova Zelanda per la Viva 1300, che era caratterizzata dai doppi fari anteriori della Magnum commercializzata sul mercato britannico e dagli interni della Viva venduta sempre nel Regno Unito.

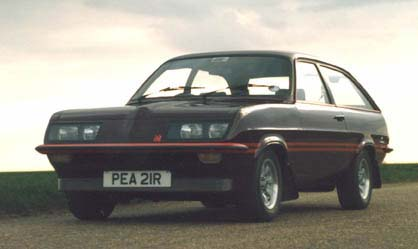
Una rara Magnum Sportshatch. Ne vennero prodotti solo 197 esemplari

Una versione speciale della Magnum è stata la Sportshatch, che era caratterizzata dall'avere una carrozzeria simile a quella delle hatchback. Venne prodotta solo in 197 esemplari, ed era contraddistinta dal frontale della Firenza HP. La Sportshatch non era dotata della versione ad alte prestazioni del motore da 2.279 cm³ che era installato sulla Firenza HP, bensì della sua versione a carburatore monocorpo, la quale era montata sulle Magnum standard. La Magnum Sportshatch era però dotata di una strumentazione con sette quadranti e di una verniciatura speciale. Questa versione di Magnum è piuttosto rara, dato che ne furono prodotti solo 197 esemplari. Per questo motivo, è molto ricercata dai collezionisti. La Vauxhall ha commercializzato questa versione come "hatchback" a seguito della crescente pressione dovuta alla commercializzazione di nuovi modelli come la Volkswagen Golf, che erano caratterizzati da questo tipo di carrozzeria. In realtà, la Sportshatch condivideva il tipo di corpo vettura con la Viva versione familiare.
Di Magnum versione coupé ne vennero invece assemblati 1.692 esemplari dal 1973 al 1975. Le vendite vennero rallentate dalla crisi energetica del 1973. Infatti, le Magnum avevano in dotazione dei motori più grandi di quelli installati sulle altre Vauxhall e quindi soffrirono maggiormente la disaffezione del pubblico nei confronti dei modelli caratterizzati da consumi di carburante piuttosto elevati. In particolare, ebbero problemi soprattutto i modelli che avevano installato il motore da 2.279 cm³.
I cambi disponibili erano due, uno manuale a quattro rapporti ed uno automatico a tre marce.
La Magnum restò in produzione fino al 1978. Già prima dell'uscita di scena, la Magnum venne progressivamente oscurata sul mercato britannico dalla Vauxhall Cavalier, che era basata sulla Opel Ascona.